# روبين مالدونادو
روبين مالدونادو (بالإسبانية: Rubén Maldonado)‏ (29 أبريل 1979 في باراغواي - ) هو مدرب كرة قدم ولاعب كرة قدم باراغواياني في مركز الدفاع. شارك مع منتخب الباراغواي تحت 20 سنة لكرة القدم ومنتخب باراغواي لكرة القدم. أما مع النوادي، فقد لعب مع أوليمبيا أسونسيون وجيمناسيا لابلاتا وكييفو فيرونا ونادي فينيزيا ونادي نابولي وناسيونال أسونسيون وكوسينزا كالشيو وClub Sportivo Carapeguá ‏ وBoca Unidos ‏ وCosenza Calcio 1914 ‏ ونادي غواراني (نادي كرة قدم).

## وصلات خارجية
- روبين مالدونادو على موقع قاعدة بيانات كرة القدم.إي يو (الإنجليزية)
- روبين مالدونادو على موقع ناشيونال فوتبول تيمز (الإنجليزية)
- روبين مالدونادو على موقع Soccerway.com (الإنجليزية)
- روبين مالدونادو على موقع AS.com (الإسبانية)